# Criterium (wielerwedstrijd)

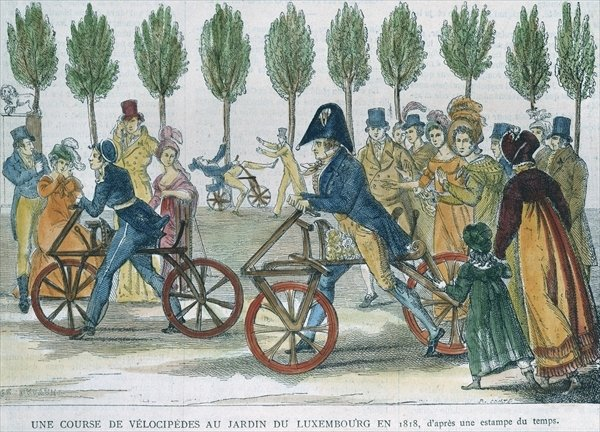
Wielerwedstrijd in het Jardin du Luxembourg, 1818

Een criterium is een wielerwedstrijd van zelden langer dan 100 kilometer, die vaak uit korte plaatselijke ronden bestaat, wat de bijnaam rondje om de kerk verklaart. Criteriums staan ook bekend als "kermiskoersen"; alhoewel vooral  typische kermiskoersen in Vlaanderen een langere omloop hebben dan typische criteriums, om en nabij 10 kilometer in plaats van de gebruikelijke 2 à 3 kilometer voor criteriums, en over ongeveer 150 tot 190 kilometer worden verreden.
Criteriums en kermiskoersen bestaan voor diverse categorieën, zoals amateurs, dames en veteranen, maar veruit het populairst zijn die waaraan professionals meedoen. Deze wedstrijden hebben een in de regel semi-officiële status: zij staan op de kalender van de nationale bond vermeld en de organisatie en de renners moeten zich aan bepaalde UCI-regels houden, maar het deelnemersveld kan bestaan uit een gemêleerd gezelschap van beloften, semi-profs en renners van World Tour-ploegen, en er kunnen daarbij bijvoorbeeld geen punten voor wereldranglijsten worden verdiend. Een aantal typische kermiskoersen heeft wel een meer officiële UCI-status weten te verwerven, zoals Heistse Pijl, het (zogenaamde) Kampioenschap van Vlaanderen, Nokere Koerse en de GP Stad Zottegem, die bijvoorbeeld binnen de UCI Europe Tour vallen, en is daarmee feitelijk de categorie "kermiskoers" ontgroeid. Daarnaast zijn er kermiskoersen, zoals Gullegem Koerse, Heusden koers, Izegem Koers en de Sint-Elooisprijs die, niettegenstaande het ontbreken van een UCI-classificatie, door hun lange geschiedenis en/of winnaarslijst, en door hun “open” wedstrijdverloop (zie hieronder) een zekere prestige voor een nieuwe winnaar inhouden, waardoor deze overwinning als een echte (prof)zege voor deze renner wordt gezien.
De voor het grote publiek bekendste profcriteriums en een (duidelijk relatief kleiner) aantal van de meer bekende kermiskoersen worden vooral na afloop van de Ronde van Frankrijk verreden, en staan bekend als de 'na-Tour criteriums'. Deze onderscheiden zich doordat een deel van de renners startgeld krijgt, dat voor een belangrijk deel afhangt van de prestaties van die renners in de afgelopen Tour en hun aantrekkelijkheid voor het (grote) publiek. Vooral deze wedstrijden worden tegenwoordig niet als volwaardige wedstrijden, maar als demonstratiewedstrijden gezien. De winnaars van een klassement in de afgelopen Ronde van Frankrijk treden aan in de bijbehorende trui in plaats van hun eigenlijke teamkleding, en de aantrekkelijkheid van het wedstrijdverloop en van de winnaar zijn belangrijker dan het zuiver sportieve aspect.
Soms wordt de term criterium ook gebruikt als onderdeel van de benaming voor een bepaalde wielerwedstrijd, zoals het tweedaagse Internationaal Wegcriterium of het Critérium du Dauphiné. Ook een korte etappe door de straten van een grote stad met plaatselijke omlopen, zoals de traditionele laatste etappe van de Ronde van Frankrijk wordt soms een criterium genoemd.

## Nederland
Bekende Nederlandse criteriums zijn:
- De Profronde van Almelo
- Daags na de Tour in Boxmeer
- De Acht van Chaam
- De Gouden Pijl in Emmen
- De Franssen Franken Ronde in Heerlen
- De Nacht van Hengelo in Hengelo
- De Mijl van Mares in Maarheeze
- Ridderronde Maastricht: mannen en vrouwen
- De Ronde van Made
- De Wielerronde van Nieuw-Vennep
- De Ronde van Pijnacker
- De Draai van de Kaai in Roosendaal
- De Ronde van Sint Pancras
- Het Wielerspektakel in Steenwijk
- De Profronde van Stiphout
- De Profronde van Surhuisterveen
- De Profronde van Tiel
- De Profronde Westland in Wateringen
- De Profronde van Zevenbergen
- De Ronde van Appelscha

## België
België kent, naast de hierboven genoemde wedstrijden in deze categorieën, onder meer:
- Het Criterium van Aalst
- Het Criterium van Bavikhove
- Het Criterium van Buggenhout
- Het Criterium van Diksmuide
- Het Criterium van Heist
- Het Criterium van Herentals
- Het Criterium van Lommel
- Het Criterium van Ninove
- Het Criterium van Peer
- Het Criterium van Putte
- Het Criterium van Roeselare
- Het Criterium van Sint-Niklaas
- Het Criterium van Wolvertem
- Het Dernycriterium van Antwerpen
- Het Dernycriterium van Boom
- Het Dernycriterium van Deurne
- Het Dernycriterium van 's-Gravenwezel
- Het Dernycriterium van Lombardsijde
- Het Dernycriterium van Wetteren
- Het Dernycriterium van Wilrijk
- Kortrijk Koerse in Kortrijk
- Stan Ockers Classic in Borsbeek
- Textielprijs Vichte in Vichte

## Andere landen
- Dernycriterium van Bochum in Duitsland
- Criterium van Calais in Frankrijk
- Het Criterium van Castillon-la-Bataille in Frankrijk
- Criterium van Hannover in Duitsland
- Criterium van Kristiansand in Noorwegen
- Criterium van Neuss in Duitsland
- Criterium van Shanghai in China